# Fu Manchu

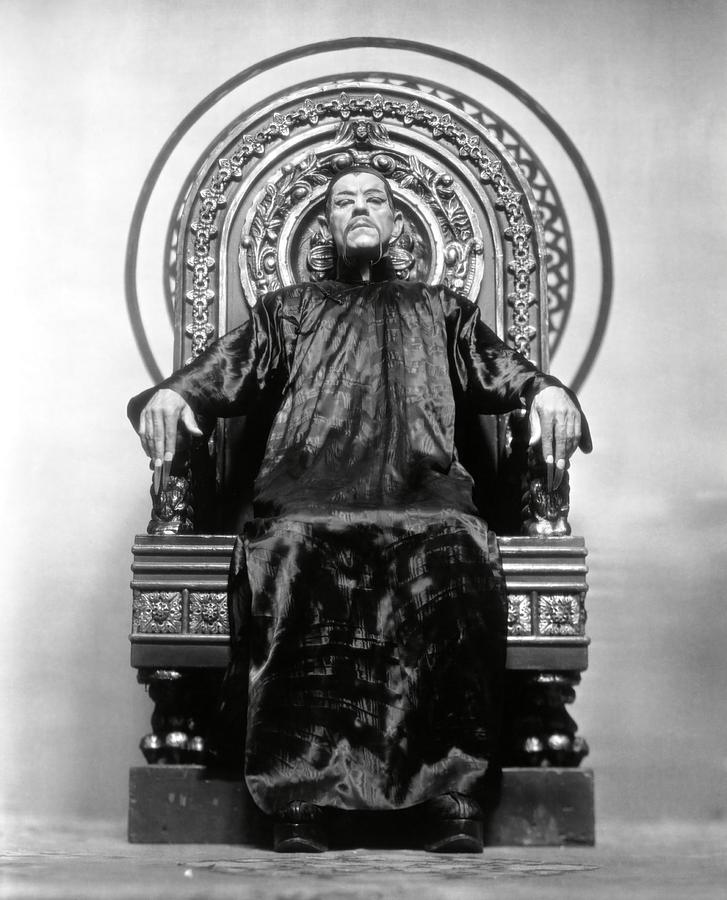
Fu Manchu grany przez Borisa Karloffa

Fu Manchu (chiń. 傅滿洲/福滿洲; pinyin: Fú Mǎnzhōu) – postać fikcyjna wymyślona przez angielskiego pisarza Saxa Rohmera krótko przed I wojną światową. Serię książek z postacią Fu Manchu Rohmer tworzył przez kolejne 40 lat. Fu Manchu to czarny charakter, szalony naukowiec i przestępca. Jego zachowanie i charakter uosabiają negatywne stereotypy o Azjatach, głównie Chińczykach, współcześnie uważane za rasistowskie. Fu Manchu pojawia się w komiksach, filmach i słuchowiskach radiowych jako archetyp przestępcy-geniusza. Do kultury masowej przeszła stylizacja wąsów, znana jako wąs Fu Manchu.